# اپرا (فیلم)
اپرا (انگلیسی: Opera) فیلمی در ژانر ترسناک به کارگردانی داریو آرجنتو است که در سال ۱۹۸۷ منتشر شد. از بازیگران آن می‌توان به ایان چارلسون و داریو آرجنتو اشاره کرد.